# André Audy
Pas d'image ? Cliquez ici

a Compétitions nationales et continentales officielles uniquement.

b Matchs officiels uniquement.
André Audy est un joueur français de rugby à xv et à XIII, né le 28/11/1927 à Meymac, mort le 16/05/2007 à Meymac

## Carrière en Rugby à XV
C.A. MEYMAC, U.A. LIBOURNE

### Club
- BORDEAUX XIII

## Carrière en Rugby à XIII

### Équipe de France
- International (4 sélections) 1956, opposé à:
  - Grande-Bretagne
  - Rugby League
  - Australie

### Palmarès
- Collectif : 
  - Vainque du champion de France : 1954 (Bordeaux).
  - Finaliste de la Coupe de France  : 1956 (Bordeaux).